# Gordon Gekko
Gordon Gekko je fiktivní postava, hlavní antagonista filmů Wall Street a Wall Street: Peníze nikdy nespí. Ztvárnil ho Michael Douglas, který za svůj výkon získal Oscara. Postavu vytvořil scenárista Stanley Weiser a režisér filmu Oliver Stone. Je inspirována dvěma skutečnými osobnostmi, první z nich je Ivan Boesky a druhý je Carl Icahn.
V roce 2003 ho Americký filmový institut zařadil na 24. příčku v seznamu největších filmových "zloduchů" všech dob. V roce 2008 byl Gordon Gekko zařazen na 4. příčku v seznamu nejbohatších filmových postav časopisem Forbes.

## Biografie
Gekko vyrůstal na Long Island v New Yorku. Otec byl prodejcem elektrických součástek a zemřel v 49 letech na infarkt. Toto přimělo Gordona najít si práci, ve které nebude muset fyzicky pracovat a zabezpečí ho. S manželkou Kate má dva potomky – syna Rudyho a dceru Winnie. Gordon založil společnost Gekko & spol, která provádí tzv. corporate raiding – nakoupí většinu akcií podniku, vybere z něj peníze (např. z jejích úspor nebo důchodových fondů pro zaměstnance) a rozprodá po částech. Na začátku osmdesátých let začal soupeřit s konkurentem Sirem Lawrencem "Larry" Wildmanem. Poté, co se provalilo, že Gordon praktikoval tzv. insider trading, byl obžalován a uvězněn na 16 let. Mezitím se zabil jeho syn Rudy. V roce 2001 opustil vězení a napsal bestseller s názvem: "Is Greed Good?", kde varoval před nastávající krizí. Po vypuknutí předvídané krize skupoval Gordon Gekko zkrachovalé podniky a znovu se dostal na svou bývalou pozici. Mezitím se mu narodil vnuk Luis.

## Odkaz v kultuře
Gordon Gekko se stal ikonickým svým projevem "Greed Is Good" (Chamtivost je dobrá), kde obhajuje chamtivost jako nástroj evoluce a prostředek k dosažení cíle. Proto je Gordon Gekko považován za ztělesnění chamtivosti, bohatství, chladnokrevnosti a ctižádosti.
Věta "Greed is good" i odkaz na Gordona Gekka se poté objevily v mnoha hrách, filmech apod. jako např.:
- V PC hře Fallout 2, se objevil charakter jménem Gordon v městě Gecko. Pokud s ním promluvíte, začne citovat "Greed Is Good" projev.
- Ve filmu Boiler Room (2000), citují Gordona 2 postavy a při tom běží na pozadí v televizi film Wall Street
- Ve hře Warcraft III existuje cheat "greedisgood", který přidá hráčovi 500 zlata a 500 dřeva.

## "Greed Is Good" projev
Projev byl přednesen na setkání akcionářů papíren Teldar, které později Gordon koupil a rozprodal po částech. Paradoxně, Gordon nikdy neřekl onu větu ve znění: "Greed is good".
Celý projev vypadá následovně:
- "Greed, for lack of a better word, is good. Greed is right. Greed works. Greed clarifies, cuts through, and captures, the essence of the evolutionary spirit. Greed, in all of its forms; greed for life, for money, for love, knowledge, has marked the upward surge of mankind and greed, you mark my words, will not only save Teldar Paper, but that other malfunctioning corporation called the U.S.A."[3]

- "Chamtivost, pro neexistenci výstižnějšího slova, je dobrá. Chamtivost je správná. Chamtivost funguje. Chamtivost objasňuje, proniká a zachycuje esenci evolučního ducha. Chamtivost, ve všech svých formách – chamtivost po životě, penězích, lásce, vědomostech, nás provázela vzestupem lidstva a je to chamtivost, zapamatujte si má slova, která nezachrání pouze papírny Teldar, ale i tu nefungující korporaci jménem USA"